# Transports dans le Cantal
Les transports dans le département français du Cantal sont, comme dans beaucoup de territoires ruraux et montagneux, peu performants. La lenteur des transports terrestres explique le sentiment d'enclavement de ce département et l'existence d'une liaison aérienne quotidienne entre Paris et Aurillac, bien que la préfecture du département compte moins de 30 000 habitants.

## Transport routier

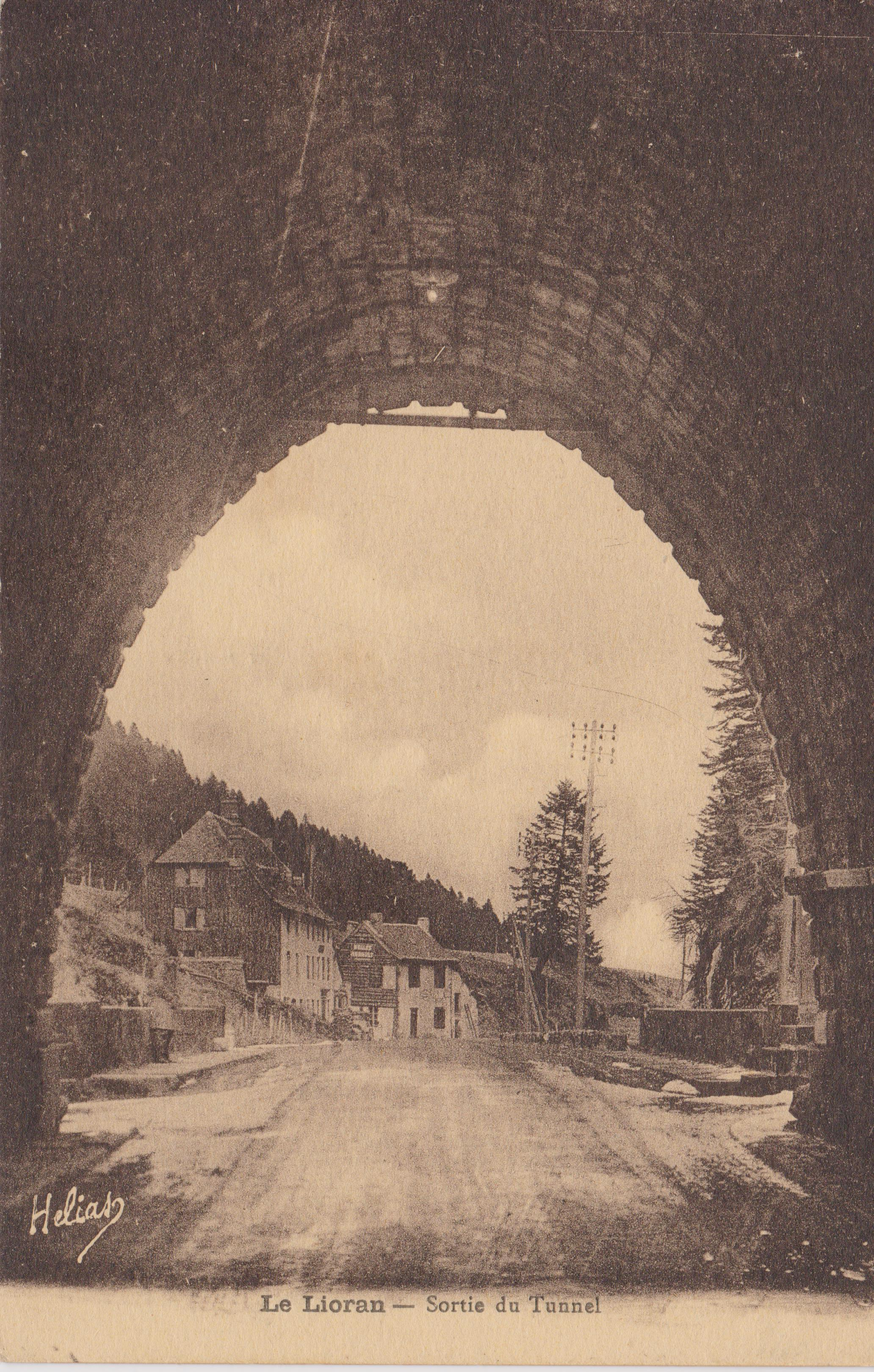
Le tunnel du Lioran était, lors de son ouverture en 1843, l'un des plus longs tunnels routiers de France. Deveenu trop étroit pour les besoins de la circulation moderne, il est doublé depuis 2007 par le deuxième tunnel routier du Lioran.

### Infrastructures routières
La seule autoroute du Cantal est l'A75, qui dessert notamment Saint-Flour dans l'est du département.
Aurillac est relié à l'A75 par la route nationale 122, qui passe notamment par le deuxième tunnel routier du Lioran et Murat. Celle-ci, au même titre que la route départementale 120 (Tulle - Aurillac), la route départementale 121 (Saint-Flour - Chaudes-Aigues - Rodez), la route départementale 920 (Aurillac - Montsalvy - Rodez), la route départementale 922 (Bort-les-Orgues - Mauriac - Aurillac) et la route départementale 926 (Murat - Saint-Flour) — toutes d'anciennes routes nationales —, est importante pour le département mais conserve un trafic faible en-dehors des agglomérations (7 000 véhicules/jour au maximum).

### Transport collectif de voyageurs
Le Cantal est desservi par le réseau régional de transport routier Cars Région, dont le réseau du Cantal compte une vingtaine de lignes régulières.

## Transport ferroviaire

### Historique

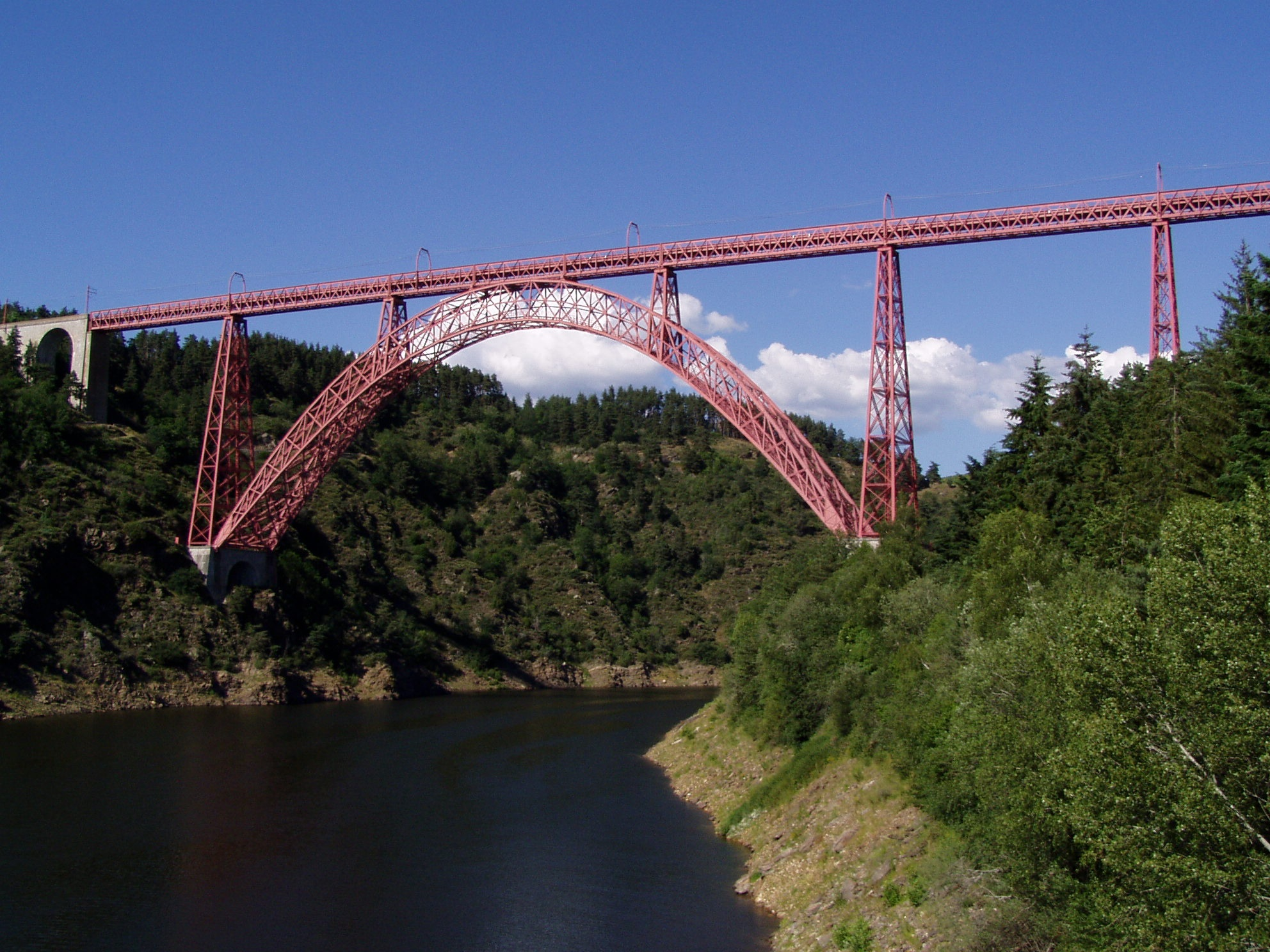
Le viaduc de Garabit, qui permet le franchissement de la Truyère par la ligne de Béziers à Neussargues, est un ouvrage d'art aux caractéristiques exceptionnelles, construit par Gustave Eiffel et classé monument historique.

Le Cantal dut attendre les années 1860 pour voir s'ouvrir sa première ligne de chemin de fer, reliant gare d'Aurillac à Clermont-Ferrand au nord et Figeac au sud. Le réseau d’intérêt général du département, développé dans le département par la Compagnie du chemin de fer de Paris à Orléans (PO) et plus marginalement par la Compagnie des chemins de fer du Midi et du Canal latéral à la Garonne (Midi), est toujours resté limité à quelques lignes, en raison du relief et du faible intérêt apporté par les compagnies à ce département peu peuplé et peu industrialisé. À la veille de la Première Guerre mondiale, le chemin de fer d’intérêt général atteignait notamment Allanche, Aurillac, Laroquebrou, Massiac, Mauriac, Maurs, Murat, Neussargues, Riom-ès-Montagnes, Saint-Flour, Vic-sur-Cère et Ydes.
La ligne de Béziers à Neussargues a été électrifiée en 1932 par le Midi. Régulièrement menacées de fermeture, les rares lignes ferroviaires desservant le Cantal sont presque toutes restées ouvertes jusqu'aux années 1990, quand les lignes reliant Bort-les-Orgues à Neussargues et Aurillac ont cessé d'être desservies.
Le Cantal n'a jamais été desservi par les chemins de fer d’intérêt local.
|                                             |
| Le réseau ferroviaire à son apogée en 1932. |

|                                     |
| Le réseau ferroviaire de nos jours. |

|                                                    |
| Carte animée de l’évolution du réseau ferroviaire. |

### Situation actuelle

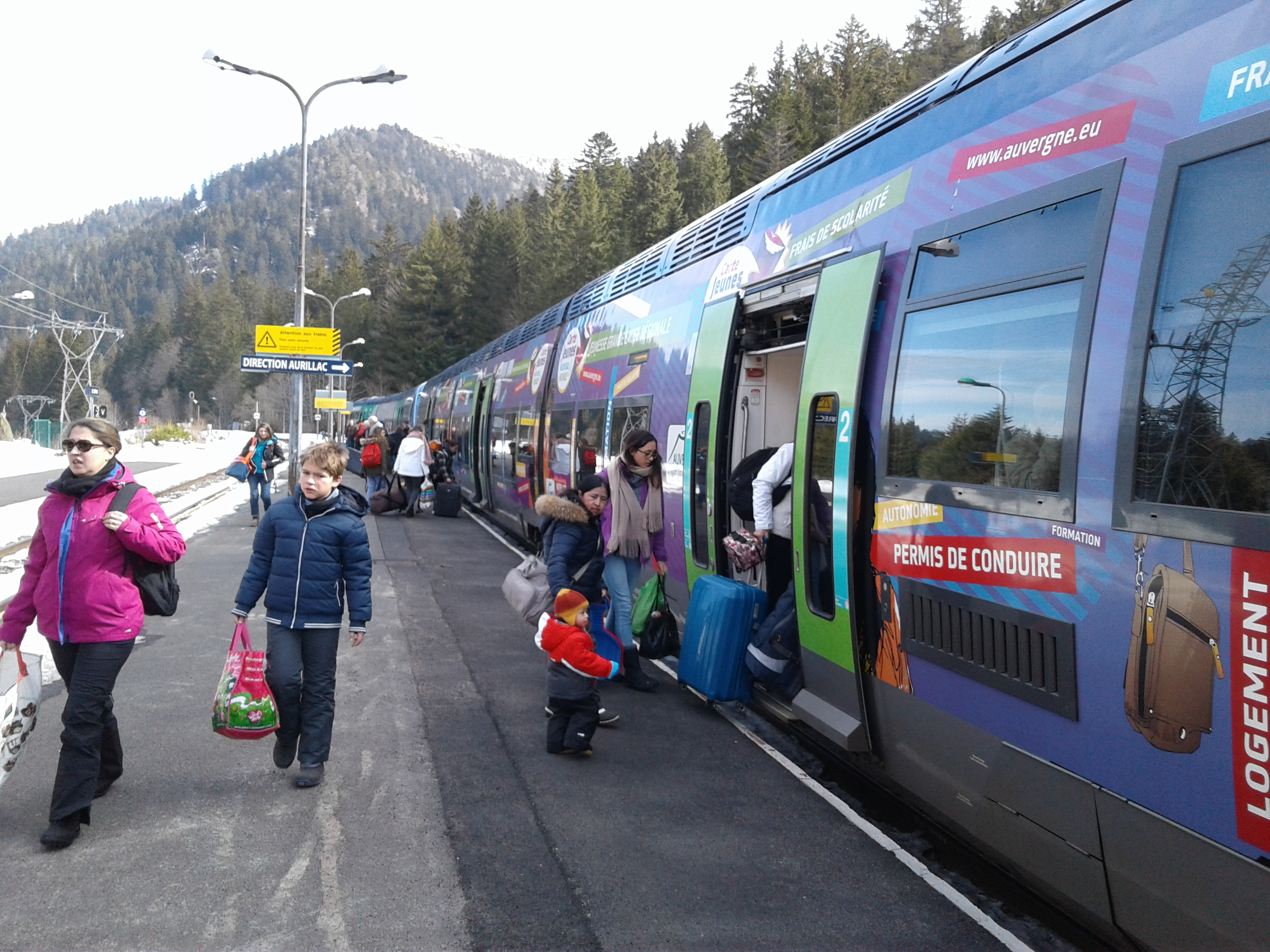
Une rame X 76500 du TER Auvergne-Rhône-Alpes en gare du Lioran en 2018. Un téléski situé à la sortie de la gare permet un accès direct aux pistes de ski du Lioran.

Le transport ferroviaire est peu fréquenté dans le Cantal, une seule gare dépassant les 50 000 voyageurs en 2019 (Aurillac avec 120 000 voyageurs).
Le Cantal est principalement desservi par l'axe ferroviaire Clermont-Ferrand - Aurillac - Toulouse, parcouru par des TER des deux régions. Aurillac est également relié par TER à Brive-la-Gaillarde. La ligne de Béziers à Neussargues, si elle séduit les touristes ferroviaires grâce à ses caractéristiques et à ses ouvrages d'art (dont le célèbre viaduc de Garabit), n'a plus qu'un trafic extrêmement limité dans le Cantal.

## Transport aérien
L'aéroport d'Aurillac est l'un des moins fréquentés de France métropolitaine parmi ceux proposant des vols réguliers (38 000 passagers en 2019), mais sa liaison quotidienne vers Paris-Orly est vitale pour une ville qui ne bénéficie pas d'une liaison ferroviaire ou routière performante vers la capitale.
L'aérodrome de Saint-Flour - Coltines est quant à lui réservé à l'aviation légère de tourisme et de loisirs.

## Transports en commun urbains et périurbains
La communauté d'agglomération du bassin d'Aurillac est la seule autorité organisatrice de la mobilité du département. Elle organise un réseau de transport baptisé Trans'cab, composé de lignes régulières urbaines, de lignes régulières périurbaines et de transport à la demande desservant toutes les communes de son ressort territorial.

## Modes actifs
Le département est traversé par plusieurs voies vertes, véloroutes et sentiers de grande randonnée.

### Sentiers de grande randonnée
Le GR 400 permet de faire le tour du volcan. Il rassemble 5 boucles distinctes.
Le GR 4 traverse le Cantal.